# Guerny
Guerny est une commune française située dans le département de l'Eure en région Normandie.

## Géographie

### Localisation
| Noyers Vesly     | Dangu            | Boury-en-Vexin (Oise)             |
| Authevernes      | Guerny           | Saint-Clair-sur-Epte (Val-d'Oise) |
| Château-sur-Epte | Château-sur-Epte | Saint-Clair-sur-Epte (Val-d'Oise) |

### Hydrographie
La commune est située dans le bassin Seine-Normandie. Elle est drainée par l'Epte, le ruisseau d'Herouval, un bras de l'Epte, l'Epte et le ruisseau Saint-Leger,,.
L'Epte, d'une longueur de 113 km, prend sa source dans la commune de Compainville et se jette  dans la Seine à Notre-Dame-de-la-Mer, après avoir traversé 44 communes.Les caractéristiques hydrologiques de l'Epte sont données par la station hydrologique située sur la commune de Vexin-sur-Epte. Le débit moyen mensuel est de 9,08 m3/s. Le débit moyen journalier maximum est de 48,7 m3/s, atteint lors de la crue du 24 mars 2001. Le débit instantané maximal est quant à lui de 50,7 m3/s, atteint le 23 mars 2001.

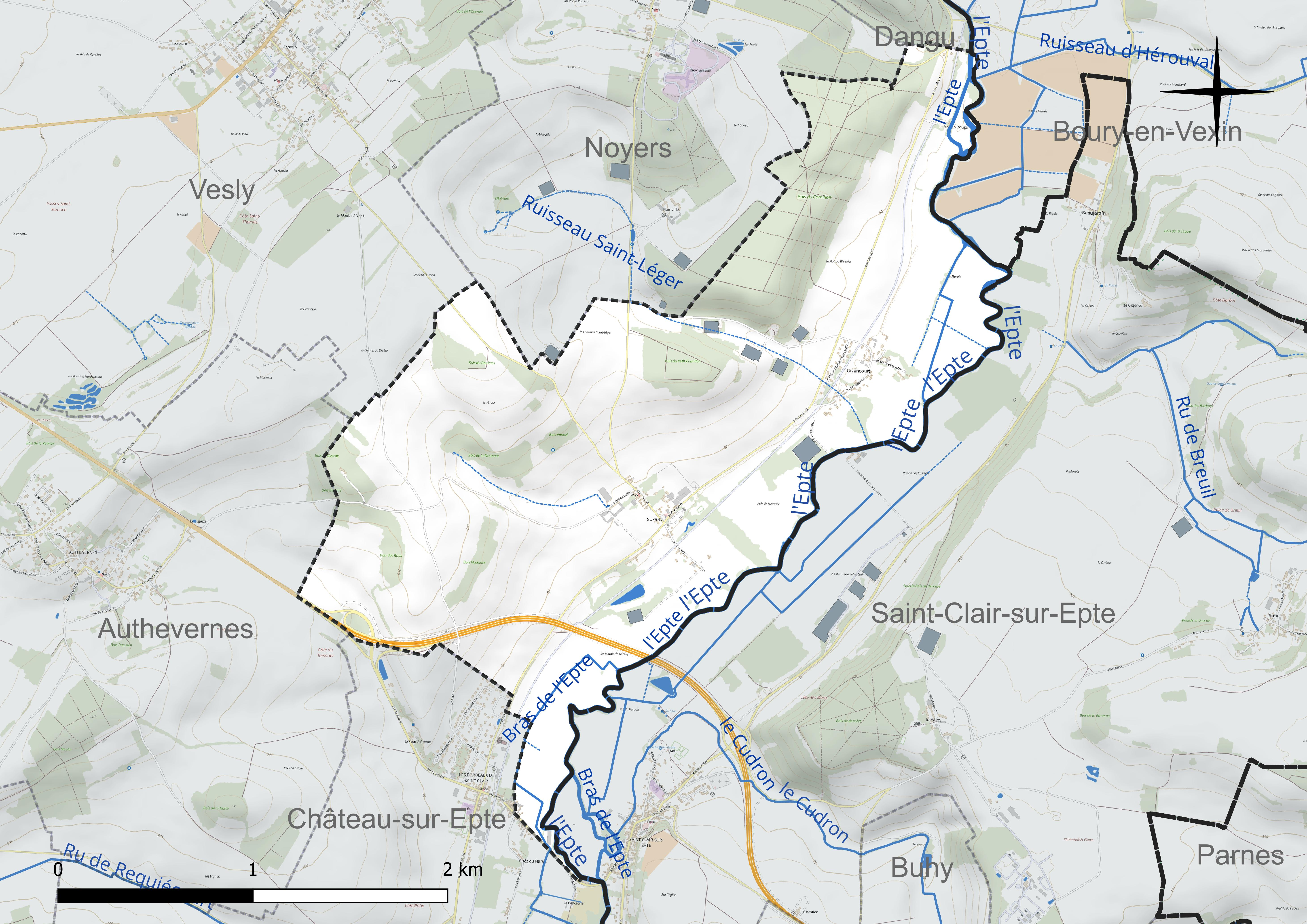
Réseau hydrographique de Guerny.

### Climat
Pour des articles plus généraux, voir Climat de la Normandie et Climat de l'Eure.
En 2010, le climat de la commune est de type climat océanique dégradé des plaines du Centre et du Nord, selon une étude du CNRS s'appuyant sur une série de données couvrant la période 1971-2000. En 2020, Météo-France publie une typologie des climats de la France métropolitaine dans laquelle la commune est exposée à un climat océanique et est dans la région climatique  Sud-ouest du bassin Parisien, caractérisée par une faible pluviométrie, notamment au printemps (120 à 150 mm) et un hiver froid (3,5 °C). Parallèlement le GIEC normand, un groupe régional d’experts sur le climat, différencie quant à lui, dans une étude de 2020, trois grands types de climats pour la région Normandie, nuancés à une échelle plus fine par les facteurs géographiques locaux. La commune est, selon ce zonage, exposée à un « climat des plateaux abrités », correspondant aux plaines agricoles de l’Eure, avec une pluviométrie beaucoup plus faible que dans la plaine de Caen en raison du double effet d’abri provoqué par les collines du Bocage normand et par celles qui s’étendent sur un axe du Pays d'Auge au Perche.
Pour la période 1971-2000, la température annuelle moyenne est de 10,8 °C, avec  une amplitude thermique annuelle de 14,4 °C. Le cumul annuel moyen de précipitations est de 694 mm, avec 11,1 jours de précipitations en janvier et 7,4 jours en juillet. Pour la période 1991-2020, la température moyenne annuelle observée sur la station météorologique la plus proche, située sur la commune d'Étrépagny à 11 km à vol d'oiseau, est de 11,3 °C et le cumul annuel moyen de précipitations est de 774,0 mm,. Pour l'avenir, les paramètres climatiques de la commune estimés pour 2050 selon différents scénarios d’émission de gaz à effet de serre sont consultables sur un site dédié publié par Météo-France en novembre 2022.

## Urbanisme

### Typologie
Au 1er janvier 2024, Guerny est catégorisée commune rurale à habitat dispersé, selon la nouvelle grille communale de densité à 7 niveaux définie par l'Insee en 2022.
Elle est située hors unité urbaine. Par ailleurs la commune fait partie de l'aire d'attraction de Paris, dont elle est une commune de la couronne,. 

### Occupation des sols
L'occupation des sols de la commune, telle qu'elle ressort de la base de données européenne d’occupation biophysique des sols Corine Land Cover (CLC), est marquée par l'importance des territoires agricoles (83,5 % en 2018), une proportion sensiblement équivalente à celle de 1990 (83,6 %). La répartition détaillée en 2018 est la suivante : 
terres arables (52,2 %), prairies (24,1 %), forêts (16,2 %), zones agricoles hétérogènes (7,3 %), zones urbanisées (0,2 %). L'évolution de l’occupation des sols de la commune et de ses infrastructures peut être observée sur les différentes représentations cartographiques du territoire : la carte de Cassini (XVIIIe siècle), la carte d'état-major (1820-1866) et les cartes ou photos aériennes de l'IGN pour la période actuelle (1950 à aujourd'hui).

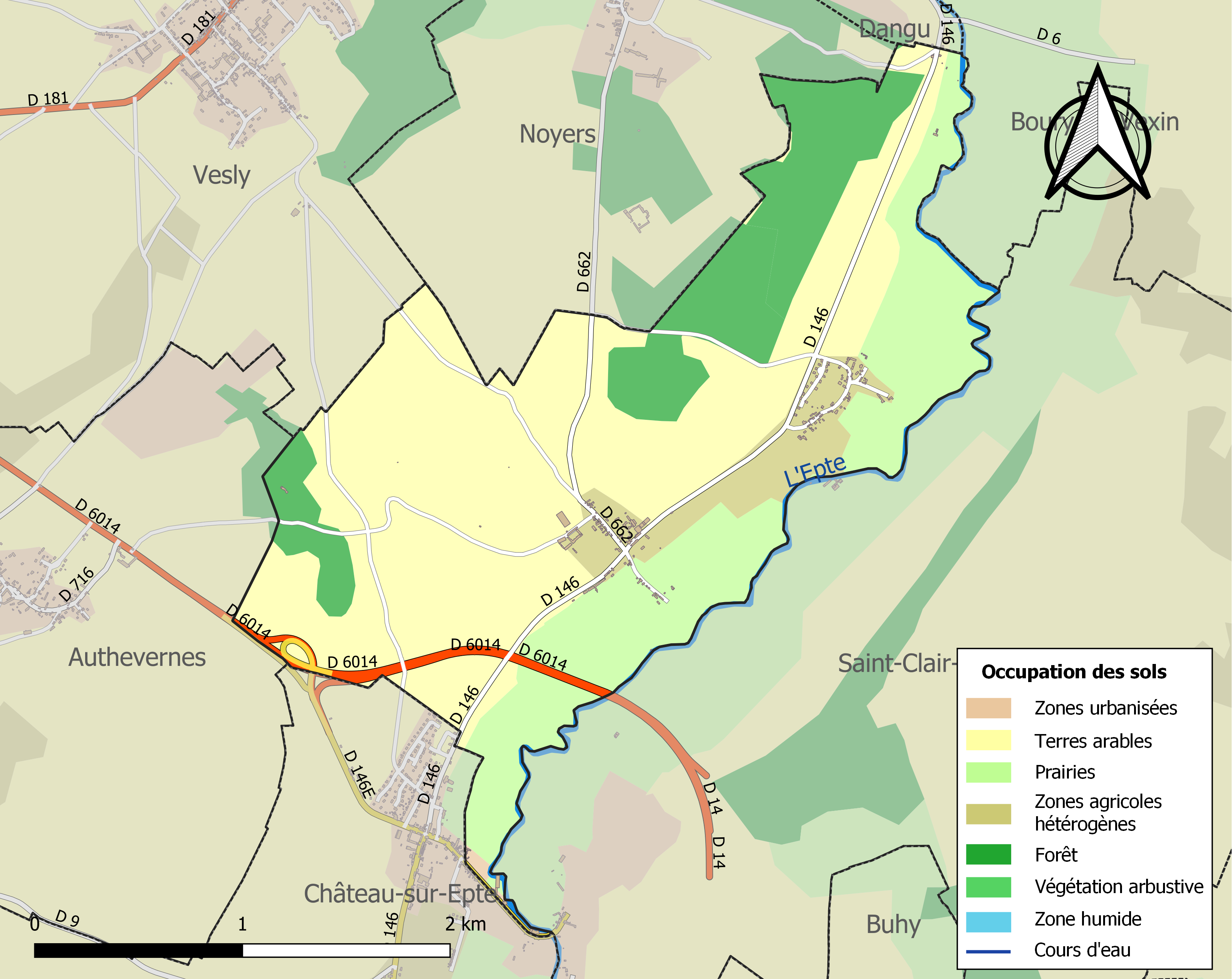
Carte des infrastructures et de l'occupation des sols de la commune en 2018 (CLC).

## Toponymie
Le nom de la localité est attesté sous les formes Warnacum aux VIIe siècle et VIIIe siècle, Warnei en 1051 et 1066, Guarniacum en 1055, Garni en 1308 (cartulaire du Trésor).

## Politique et administration
| Période    | Période  | Identité              | Étiquette | Qualité   |
| ---------- | -------- | --------------------- | --------- | --------- |
| 1842       |          | Constant Prieur       |           |           |
| avant 1995 | 2001     | Marie-Thérèse Matecki | SE        |           |
| mars 2001  | 2008     | Gisèle Lepiller       |           |           |
| 2010       | 2011     | Alain Gomichon        |           |           |
| 2011       | En cours | Marie Thérèse Matecki | SE        | Retraitée |

## Démographie
L'évolution du nombre d'habitants est connue à travers les recensements de la population effectués dans la commune depuis 1793. Pour les communes de moins de 10 000 habitants, une enquête de recensement portant sur toute la population est réalisée tous les cinq ans, les populations de référence des années intermédiaires étant quant à elles estimées par interpolation ou extrapolation. Pour la commune, le premier recensement exhaustif entrant dans le cadre du nouveau dispositif a été réalisé en 2005.

En 2022, la commune comptait 155 habitants, en évolution de −10,4 % par rapport à 2016 (Eure : −0,25 %, France hors Mayotte : +2,11 %).
| 1793 | 1800 | 1806 | 1821 | 1831 | 1836 | 1841 | 1846 | 1851 |
| ---- | ---- | ---- | ---- | ---- | ---- | ---- | ---- | ---- |
| 135  | 132  | 116  | 229  | 237  | 231  | 217  | 221  | 205  |

| 1856 | 1861 | 1866 | 1872 | 1876 | 1881 | 1886 | 1891 | 1896 |
| ---- | ---- | ---- | ---- | ---- | ---- | ---- | ---- | ---- |
| 210  | 209  | 191  | 168  | 170  | 168  | 157  | 162  | 154  |

| 1901 | 1906 | 1911 | 1921 | 1926 | 1931 | 1936 | 1946 | 1954 |
| ---- | ---- | ---- | ---- | ---- | ---- | ---- | ---- | ---- |
| 129  | 151  | 157  | 171  | 157  | 151  | 172  | 149  | 142  |

| 1962 | 1968 | 1975 | 1982 | 1990 | 1999 | 2005 | 2006 | 2010 |
| ---- | ---- | ---- | ---- | ---- | ---- | ---- | ---- | ---- |
| 127  | 121  | 96   | 171  | 127  | 185  | 177  | 174  | 172  |

| 2015 | 2020 | 2022 | - | - | - | - | - | - |
| ---- | ---- | ---- | - | - | - | - | - | - |
| 174  | 163  | 155  | - | - | - | - | - | - |

## Culture locale et patrimoine

### Lieux et monuments
L'église de Guerny est dédiée à Notre-Dame,  Inscrit MH (1927).
Elle remonte aux Mérovingiens (fondations mérovingiennes). Remaniée à différentes reprises, elle date en partie du XVe siècle.
L'église de Guerny est un petit édifice rectangulaire construit en blocage avec baies de pierre. La nef est éclairée par six baies en plein cintre aux moulurations extérieures et intérieures du XVe siècle. Le chevet à trois pans est une reconstruction pour cause d'alignement effectué en 1876. Le clocher est carré en charpente à flèche octogonale à l'est de la nef.
Elle est surtout intéressante par sa statuaire.
On y remarque, entre autres :
- Un christ du XVe siècle, surmontant le banc d'œuvre ;
- Une vierge en bois du XIVe siècle ;
- Une statue polychrome de saint Nicolas, du XVe siècle ;
- Un saint Côme du XVIe siècle, tenant d'une main un pot d'onguent et, de l'autre, touchant légèrement la langue d'un enfant, du bout de sa spatule ;
- Une sainte Catherine, statue en pierre dont la polychromie est presque disparue.

Le chêne de Notre-Dame, lieu de pèlerinage le jour de l'Ascension, se trouve sur la commune de Guerny.

### Patrimoine naturel

#### ZNIEFF de type 1
Au même titre que la commune de Château-sur-Epte, Guerny est classée en zone naturelle d'intérêt écologique, faunistique et floristique (ZNIEFF) pour le marais qui porte son nom.